# Nørre-Snede kommun
Nørre-Snede kommun var en kommun i Vejle amt i Danmark, sedan 2007 ingående i Ikast-Brande kommun i Region Midtjylland.